# Jared Crick
Jared Crick (Albuquerque, 21 agosto 1989) è un giocatore di football americano statunitense che gioca nel ruolo di defensive end per i Denver Broncos della National Football League. Fu scelto nel corso del quarto giro (126º assoluto) del Draft NFL 2012 dagli Houston Texans. Al college ha giocato a football all'Università del Nebraska-Lincoln.

## Carriera

### Houston Texans
Crick fu scelto nel corso del quarto giro (126º assoluto) del Draft 2012 dagli Houston Texans. Nella sua stagione da rookie disputò 15 partite mettendo a segno 22 tackle. Nella successiva disputò tutte le 16 partite, di cui la prima come titolare, con 20 tackle e 3 passaggi deviati. Divenne stabilmente titolare a partire dalla stagione 2014.

### Denver Broncos
Il 6 aprile 2016, Crick firmò un contratto biennale con i Denver Broncos. Nella prima stagione in Colorado disputò tutte le 16 partite, tutte tranne una come titolare. Nella prima gara della stagione 2017 si infortunò alla schiena, venendo inserito in lista infortunati.

## Statistiche
| Partite totali      | 63  |
| Partite da titolare | 32  |
| Tackle              | 146 |
| Sack                | 5,5 |
| Intercetti          | 0   |

Statistiche aggiornate alla stagione 2015